# جاكي إيدول
جاكي إيدول (بالفرنسية: Jacky Ido)‏ هو ممثل فرنسي، ولد في 14 مايو 1977 في بوركينا فاسو.

## أعمال

### أفلام
- (2009) أوغاد مجهولون
- (2012) تأمين[5]

## وصلات خارجية
- جاكي إيدول على موقع IMDb (الإنجليزية)
- جاكي إيدول على موقع قاعدة بيانات الأفلام العربية
- جاكي إيدول على موقع ألو سيني (الفرنسية)
- جاكي إيدول على موقع ميوزك برينز (الإنجليزية)
- جاكي إيدول على موقع أول موفي (الإنجليزية)
- جاكي إيدول على موقع قاعدة بيانات الأفلام السويدية (السويدية)
- جاكي إيدول على موقع ديسكوغز (الإنجليزية)
- جاكي إيدول على موقع قاعدة بيانات الفيلم (الإنجليزية)
- جاكي إيدول على موقع كينوبويسك (الروسية)